# Hrvatski auto i karting savez
Hrvatski auto i karting savez (HAKS) je krovna hrvatska organizacija za automobilistički i karting šport. Međunarodni naziv za Hrvatski auto i karting savez je Croatian Automobile &  Karting Federation. Sjedište saveza je na Aveniji Dubrovnik 10, u Zagrebu.

## Povijest
Prvi hrvatski automobilni klub osnovan je 1. travnja 1906. u hotelu Royal u Zagrebu. 1907. godine osnovan je u Splitu Auto-club Spalato.
13. lipnja 1912. osnovana je Sekcija za automobilizam pri Hrvatskome športskom savezu i taj nadnevak se uzima za početak djelovanja strukovnoga saveza te športske grane. 1948. osnovan je Auto-moto savez Hrvatske. 5. listopada 1991. osnovan je Hrvatski auto i moto športski savez (HAMŠS). HAKS je osnovan 15. veljače 1997., nakon razdvajanja Hrvatskog auto i moto športskog saveza na Hrvatski auto i karting savez i Hrvatski motociklistički savez.
HAKS je član Međunarodne automobilističke federacije (FIA).

## Kružne / Cestovne utrke (A01)
Kružne utrke ili cestovne utrke da se razlikuje od američkih kružnih utrka

eng. Road racing
Kristijan Habulin ima 1 pobjedu u utrci Formule Renault 2.0.

## Brdske utrke (A02)
eng. Hillclimbing / Speed hillclimbing
Europski prvaci u Kategoriji I: Niko Pulić 1999., 2000., 2001., Tomislav Muhvić 2013.

## Reli (A03)
Etapni reli (eng. Stage rally); postoji i cestovni reli (eng. road rally) koji je amaterski šport
eng. Rally racing / Rallying
Juraj Šebalj pobijedio je na jednom Europskom prvenstvu u reliju.

## Terenska vozila (A05)
eng. Rally raid / Cross-country rallying
Prva posada koja je završila reli Dakar je Zvonimir Martinčević i suvozač-navigator Marin Frčko 2005.

## Relikros
eng. Rallycross

## Autokros / Solo (A04)
eng. Autocross / AutoX / Solo

## Autoslalom / Solo-2 (A09)
eng. Autoslalom / Gymkhana

## Ocjenski Auto Reli (OAR)
eng. Regularity rally

## Ocjensko Spretnosne Vožnje (OSV) (A07)
eng. Time-Speed-Distance (TSD) rally

## Utrke ubrzanja (A10)
eng. Drag racing
Hrvatski rekord na 402 metra je 9,90 sekundi. Postavio Marin Buličić u prerađenoj Calibri Turbo.

## Kronometar (A11)
eng. Time attack

## Drift utrke (A12)
eng. Drift racing

## Karting
eng. Kart racing / Karting

### Europsko prvenstvo
Kristijan Habulin 4. na svjetskom prventsvu u Belgiji i 5. na europskom prvenstvu u Njemačkoj.

### Red Bull Kart Fight World Final
Svjetski turnir za određivanje najboljeg amaterskog vozača kartinga. Pobjednik turnira dobiva titulu Red Bull Kart Fight svjetskog prvaka.
Ivan Višak je bio dva puta 3.

## Ostalo
Mario Andretti, prvak svijeta Formule 1 iz 1978. godine rođen je u Motovunu.
U travnju 1902. održana je automobilistička utrka Nica – Opatija.
Alpska automobilska vožnja koja je od 1910. organizirana u Austriji, u drugom po redu natjecanju održanom 13. – 16. svibnja 1911. imala je rutu Beč – Trst – Istra (vozači su stigli u Opatiju 15. svibnja) te povratak preko Učke, Postojne i Ljubljane u Beč; te vožnje ponovile su se još tri puta do 1914.
8. rujna 1912. u Hrvatskoj je održana utrka pod nazivom “Automobilska utakmica”.  Vozila se na 177 km dugoj relaciji Zagreb – Podsused – Bistra – Sv. Križ Začretje – Veternica – Lepoglava – Ivanec – Jurketinec – Vidovec – Varaždin – Novi Marof – Sv. Ivan Zelina – Sesvete – Zagreb. Pravo nastupa imali su članovi Prvoga hrvatskog automobilnog kluba. Na toj utrci dogodila se prva nesreća u povijesti automobilističkog sporta na ovim prostorima.

### Popis međunarodnih utrka u Hrvatskoj
Utrke Svjetskog prvenstva u Hrvatskoj
- Velika nagrada Jadrana, Preluk
- WRC Hrvatska

| Kazalo: /G – gradska utrka ██ međudržavna utrka \| Vrsta utrke \| Naziv utrke \| Lokacija / Baza \| 1. izdanje \| Zadnje izdanje \| Bilješke \| Ref \| \| ----------- \| ------------------------------------------------------------------------ \| ---------------- \| ----------- \| -------------- \| ----------------------------------------------------------------------------------------------------------------------------------------------------------------------------------------------- \| -------- \| \| \| FIA Europska prvenstva u Hrvatskoj \| više \| \| vozi se \| reliji, kamioni, brdske utrke; \| \| \| \| 402 Street Race \| više \| 2002. \| vozi se \| održavan u Osijeku, Rijeci, Varaždinu, Velikoj Gorici (Zrakoplovno-tehnički centar), Zagrebu; od 2009. u sklopu utrke održavaju se i 402 Bike Race te 402 Quad Race; \| [11][12] \| \| OAR \| Auto Rally \| Brtonigla \| 1994. \| vozi se \| \| [13] \| \| brdska \| Buzetski dani \| Buzet \| 1982. \| vozi se \| Europsko prvenstvo brdskih auto utrka; \| \| \| reli \| Croatia Rally \| Rijeka \| \| NE vozi se \| \| \| \| drift \| Croatian Drift Challenge \| više \| 2009. \| vozi se \| održavan u Osijeku (Čepin), Rijeci (Grobnik), Zagrebu (Mičevec); \| \| \| autoslalom \| Dani Dubrave / Nagrada Dana Dubrave \| Zagreb \| 2009. \| vozi se \| \| [14][15] \| \| reli \| INA Delta Rally (Croatia Rally, Croatia Delta Rally, Zagreb Delta Rally) \| više \| 1974. \| vozi se \| baze relija bili su Zagreb i Rijeka; \| \| \| reli \| INA Rally Kumrovec \| Kumrovec \| 2012. \| vozi se \| \| \| \| reli_ž \| Inin međunarodni ženski auto rally \| \| 1969. \| 1987. \| \| \| \| reli \| Istarski rally \| \| 1968. \| NE vozi se \| \| [9] \| \| reli \| Jadranski rally \| \| 1952. \| 1968. \| \| \| \| reli \| Martinski Rally \| Dugo Selo \| \| NE vozi se \| \| [16] \| \| reli \| Monte Carlo Rally \| \| \| \| godinama prolazio kroz teritorij Hrvatske; \| [17] \| \| \| Motovun Off Road \| Motovun \| 1998. \| vozi se \| \| \| \| brdska \| Nagrada Dubrovnika \| Dubrovnik \| 2000. \| vozi se \| \| \| \| brdska \| Nagrada grada Skradina \| Skradin \| 2007. \| vozi se \| poznata i kao "Trke priko Krke"; \| [18] \| \| kružna \| Nagrada Hrvatske \| Rijeka \| \| vozi se \| \| [19] \| \| \| Nagrada Kanfanara \| Limski kanal \| 2008. \| vozi se \| \| \| \| brdska \| Nagrada Malačke \| \| 1998. \| vozi se \| \| \| \| brdska \| Nagrada Pazin-Lindar \| \| 2007. \| vozi se \| \| \| \| \| Nagrada Ragusa Racing \| \| 2002. \| vozi se \| \| \| \| brdska \| Nagrada Stubičkih Toplica \| \| 1994. \| vozi se \| vozi se na zagorskoj strani Sljemena, staza Zagorje – od Pila do pola dionice prema Hunjki; boduje se za FIA CEZ Prvenstvo Srednjeeuropske zone za povijesna vozila, Alpe Adria Hill Climb Cup; \| \| \| \| Nagrada Tar-Vabriga \| \| 2005. \| vozi se \| \| \| \| brdska \| Nagrada Učke Međunarodna brdska auto utrka Učka \| \| 1929. \| vozi se \| \| [20] \| \| karting/G \| Nagrada Virovitice \| Virovitica \| 1997. \| vozi se \| \| \| \| \| Nagrada Višnjana – Gambetići \| \| 2007. \| vozi se \| \| \| \| \| NASCAR GP Hrvatska \| Rijeka \| 2020. \| \| \| \| \| reli_ž \| Opatijski ženski rally \| Opatija \| \| NE vozi se \| \| \| \| kružna/G \| Oslobođenje Rijeke \| Rijeka \| 1961. \| 1972. \| utrke automobila, motocikala i motocikala s prikolicom; prvo izdanje održano u centru Rijeke, a ostala na kružnoj "stazi" oko Trsata; \| [21] \| \| reli \| Rally Opatija \| Opatija \| 1992. \| vozi se \| bodovan za Mitropa Rally Cup i Prvenstvo Centralnoeuropske zone; \| \| \| reli \| Rally Poreč \| Poreč \| 1999. \| vozi se \| \| \| \| reli \| Rally Show Santa Domenica \| Sveta Nedelja \| 2010. \| vozi se \| \| \| \| reli_ž \| Riječki ženski rally \| Rijeka \| 1971. \| 1999. \| \| \| \| reli_ž \| Splitski ženski rally \| Split \| ? \| NE vozi se \| \| \| \| kružna \| Velika nagrada Jadrana \| Opatija (Preluk) \| 1946. \| 1977. \| \| [1] \| \| reli \| WRC Hrvatska \| \| 2021. \| \| \| [22] \| \| reli \| YU Rally \| \| barem 1973. \| NE vozi se \| \| [20] \| |                                                                          |                  |             |                | |               |  |  |
| |                                                                          |                  |             |                | |               |  |  |
| Vrsta utrke | Naziv utrke                                                              | Lokacija / Baza  | 1. izdanje  | Zadnje izdanje | Bilješke | Ref           |  |  |
| | FIA Europska prvenstva u Hrvatskoj                                       | više             |             | vozi se        | reliji, kamioni, brdske utrke; |               |  |  |
| | 402 Street Race                                                          | više             | 2002.       | vozi se        | održavan u Osijeku, Rijeci, Varaždinu, Velikoj Gorici (Zrakoplovno-tehnički centar), Zagrebu; od 2009. u sklopu utrke održavaju se i 402 Bike Race te 402 Quad Race;                            | [ 11 ] [ 12 ] |  |  |
| OAR | Auto Rally                                                               | Brtonigla        | 1994.       | vozi se        | | [ 13 ]        |  |  |
| brdska | Buzetski dani                                                            | Buzet            | 1982.       | vozi se        | Europsko prvenstvo brdskih auto utrka; |               |  |  |
| reli | Croatia Rally                                                            | Rijeka           |             | NE vozi se     | |               |  |  |
| drift | Croatian Drift Challenge                                                 | više             | 2009.       | vozi se        | održavan u Osijeku (Čepin), Rijeci (Grobnik), Zagrebu (Mičevec); |               |  |  |
| autoslalom | Dani Dubrave / Nagrada Dana Dubrave                                      | Zagreb           | 2009.       | vozi se        | | [ 14 ] [ 15 ] |  |  |
| reli | INA Delta Rally (Croatia Rally, Croatia Delta Rally, Zagreb Delta Rally) | više             | 1974.       | vozi se        | baze relija bili su Zagreb i Rijeka; |               |  |  |
| reli | INA Rally Kumrovec                                                       | Kumrovec         | 2012.       | vozi se        | |               |  |  |
| reli_ž | Inin međunarodni ženski auto rally                                       |                  | 1969.       | 1987.          | |               |  |  |
| reli | Istarski rally                                                           |                  | 1968.       | NE vozi se     | | [ 9 ]         |  |  |
| reli | Jadranski rally                                                          |                  | 1952.       | 1968.          | |               |  |  |
| reli | Martinski Rally                                                          | Dugo Selo        |             | NE vozi se     | | [ 16 ]        |  |  |
| reli | Monte Carlo Rally                                                        |                  |             |                | godinama prolazio kroz teritorij Hrvatske; | [ 17 ]        |  |  |
| | Motovun Off Road                                                         | Motovun          | 1998.       | vozi se        | |               |  |  |
| brdska | Nagrada Dubrovnika                                                       | Dubrovnik        | 2000.       | vozi se        | |               |  |  |
| brdska | Nagrada grada Skradina                                                   | Skradin          | 2007.       | vozi se        | poznata i kao "Trke priko Krke"; | [ 18 ]        |  |  |
| kružna | Nagrada Hrvatske                                                         | Rijeka           |             | vozi se        | | [ 19 ]        |  |  |
| | Nagrada Kanfanara                                                        | Limski kanal     | 2008.       | vozi se        | |               |  |  |
| brdska | Nagrada Malačke                                                          |                  | 1998.       | vozi se        | |               |  |  |
| brdska | Nagrada Pazin-Lindar                                                     |                  | 2007.       | vozi se        | |               |  |  |
| | Nagrada Ragusa Racing                                                    |                  | 2002.       | vozi se        | |               |  |  |
| brdska | Nagrada Stubičkih Toplica                                                |                  | 1994.       | vozi se        | vozi se na zagorskoj strani Sljemena, staza Zagorje – od Pila do pola dionice prema Hunjki; boduje se za FIA CEZ Prvenstvo Srednjeeuropske zone za povijesna vozila, Alpe Adria Hill Climb Cup; |               |  |  |
| | Nagrada Tar-Vabriga                                                      |                  | 2005.       | vozi se        | |               |  |  |
| brdska | Nagrada Učke Međunarodna brdska auto utrka Učka                          |                  | 1929.       | vozi se        | | [ 20 ]        |  |  |
| karting/G | Nagrada Virovitice                                                       | Virovitica       | 1997.       | vozi se        | |               |  |  |
| | Nagrada Višnjana – Gambetići                                             |                  | 2007.       | vozi se        | |               |  |  |
| | NASCAR GP Hrvatska                                                       | Rijeka           | 2020.       |                | |               |  |  |
| reli_ž | Opatijski ženski rally                                                   | Opatija          |             | NE vozi se     | |               |  |  |
| kružna/G | Oslobođenje Rijeke                                                       | Rijeka           | 1961.       | 1972.          | utrke automobila, motocikala i motocikala s prikolicom; prvo izdanje održano u centru Rijeke, a ostala na kružnoj "stazi" oko Trsata;                                                           | [ 21 ]        |  |  |
| reli | Rally Opatija                                                            | Opatija          | 1992.       | vozi se        | bodovan za Mitropa Rally Cup i Prvenstvo Centralnoeuropske zone; |               |  |  |
| reli | Rally Poreč                                                              | Poreč            | 1999.       | vozi se        | |               |  |  |
| reli | Rally Show Santa Domenica                                                | Sveta Nedelja    | 2010.       | vozi se        | |               |  |  |
| reli_ž | Riječki ženski rally                                                     | Rijeka           | 1971.       | 1999.          | |               |  |  |
| reli_ž | Splitski ženski rally                                                    | Split            | ?           | NE vozi se     | |               |  |  |
| kružna | Velika nagrada Jadrana                                                   | Opatija (Preluk) | 1946.       | 1977.          | | [ 1 ]         |  |  |
| reli | WRC Hrvatska                                                             |                  | 2021.       |                | | [ 22 ]        |  |  |
| reli | YU Rally                                                                 |                  | barem 1973. | NE vozi se     | | [ 20 ]        |  |  |

Ostale utrke
- Maškarani auto-rally Pariz - Bakar (od 1990.)[23]
- Rally maškaranih oktanaca (od 2010.)
- Nikola Tesla EV Rally Croatia – prvo izdanje 2014.; najtiši reli na svijetu; tradicionalno počinje u Istri; turistički reli[24]
- Europa Rally, prvi puta 2009. u Umagu[25]
- Oldtimer auto rally Rijeka – međunarodni susret povijesnih automobila (od 1997.)[26]
- Formula Student Alpe Adria (FSAA)[27][28]

## Vanjske poveznice
- Hrvatski Auto i Karting Savez
- EWRC baza podataka
- Racing.hr  Arhivirana inačica izvorne stranice od 11. veljače 2015. (Wayback Machine)
- Autosport.hr,   Automanija.com
- Drift.hr  Arhivirana inačica izvorne stranice od 21. rujna 2019. (Wayback Machine)
- GP1.hr,   F1racing.hr  Arhivirana inačica izvorne stranice od 3. rujna 2018. (Wayback Machine),   Formulino.hr  Arhivirana inačica izvorne stranice od 22. travnja 2016. (Wayback Machine)
- Autoportal.hr,   Autoportal2.hr  Arhivirana inačica izvorne stranice od 11. veljače 2015. (Wayback Machine),  Autonet
- časopisi: EVO magazin  Arhivirana inačica izvorne stranice od 20. siječnja 2021. (Wayback Machine), Auto motor i sport, Auto Klub, Auto IQ  Arhivirana inačica izvorne stranice od 16. siječnja 2017. (Wayback Machine), Auto magazin

- Službene stranice Hrvatskoga auto i karting saveza
- Klubovi članovi HAKS-a  Arhivirana inačica izvorne stranice od 9. studenoga 2019. (Wayback Machine)